# TM NETWORK TOUR '88〜'89 CAROL 〜A DAY IN A GIRL'S LIFE 1991〜
TM NETWORK TOUR '88〜'89 CAROL 〜A DAY IN A GIRL'S LIFE 1991〜は、TM NETWORKが1988年（昭和63年）から1989年（平成元年）にかけて行ったコンサートツアー。

## メンバー
- 小室哲哉：キーボード / コーラス / クラーク・マクスウェル役
- 宇都宮隆：ボーカル / ギター / フラッシュ役
- 木根尚登：ギター / キーボード / コーラス / ティコ・ブラーニ役

## サポートメンバー
- 松本孝弘：ギター / ケプリ役
- 阿部薫：ドラムス / ドモス役
- パニーラ・ダルストランド：キャロル役

## 概要
1988年12月9日に発売された6thアルバム『CAROL 〜A DAY IN A GIRL'S LIFE 1991〜』を軸に、一人の女の子CAROL(キャロル)を主人公としたファンタジーストーリーを、通常のライブとミュージカルを融合させた形のライブツアーである。全国64公演、動員数20万人。
1989年8月25日～30日まで行われた「TM NETWORK CAROL TOUR FINAL CAMP FANKS!! '89」で締めくくられる。
ライブは3部構成で、第二部を核とするミュージカルに仕立て、第一部と第三部を通常のライブとしているが、第一部と第三部にもストーリーは絡んでいる。第一部のSelf Contorlの途中で「音」が盗まれ第二部に移行しストーリーが始まっていく。第三部は「音」が復活したためライブが再開されていくという構成である。
ツアーの途中からは1989年5月12日に発売されたリミックスアルバム『DRESS』の曲目などが追加変更され演奏されている。
またこのストーリーを小説という形でも発表している。木根尚登がツアー中に執筆した処女小説『CAROL』である。この小説は1989年4月15日に発売され50万部以上を売上げた。
後にアニメ化もされ宇都宮隆が声優に挑戦している。

## エピソード
本物のミュージカルと違い、役者が担当する台詞がなく、台詞の代わりとして宇都宮がテーマに沿った歌詞を歌う形をとった。TMの3人以外のメンバーが動きによる演技をして、観客が楽曲を聞きながら、色んな事柄を伝わる様に演出している。
宇都宮は自分のスキルアップも兼ねて、ダンサーを2,3人起用することを提案したが、ダンサーの舞台構造の飲み込み方・振付の組み立ての速さに圧倒され、踊りが素人で且つ歌わなければいけない宇都宮はダンサーとの差を埋めることに苦心した。
小室の「単純に今までライブでベースが担当する部分はシンセベースが音を出していたから、生ベースであの雰囲気を再現するのは難しい」「TMのファンは骨太のロックな生ベースが好きな人は少ないんじゃないか?シンセサイザーのキラキラした音・ディスコのファンキーな音・ユーロビートの音が好きなんじゃないのか?」という意向から、ゲストベーシストは起用しなかった。
1989年1月7日昭和天皇崩御のため、1月7～8日に予定されていた長崎市公会堂の公演が、この時点ではまだファイナルの予定だった武道館公演終了後の5月1～2日に延期された。
1989年3月3日の大阪フェスティバルホールの公演中、ボーカルの宇都宮隆が膝のじん帯を切断するというアクシデントに見舞われた。その日の公演は越したものの、その後の日程がキャンセルとなった。当初は武道館公演をファイナルとする予定であったが、アクシデントによって予定が大幅に狂う事になった。宇都宮隆が復帰し再開された4月19日の武道館公演までの公演は6月～8月に延期され、このツアー中合計21公演が振替公演となり結果9か月のロングラン公演となる。
病床でファンレターに励まされ、武道館公演での復帰への意欲を強くした、と後に宇都宮は語った。
宇都宮隆が怪我をした同日1989年3月3日深夜(正確には3月4日早朝)、ツアー先のホテルにて木根尚登が小説『CAROL』の執筆を終了した。
スポンサーがコカコーラボトラーズだったため、すべての会場でコカ・コーラ が無料で配られ、カップにはTM NETWORKメンバーの顔写真が印刷されていた。
北海道厚生年金会館での公演でライーダ役を演じたのは、後に水曜どうでしょう等の番組で活躍する鈴井貴之であった。

## 公演日程
| 日時                            | 会場                     |
| ------------------------------- | ------------------------ |
| 1988年（昭和63年）              |                          |
| 12月9・10日                     | 名古屋市民会館           |
| 12月15・16日                    | 群馬県民会館             |
| 12月19日                        | 和歌山県民文化会館       |
| 12月22・23日                    | 神戸文化ホール           |
| 12月26・27日                    | 大宮ソニックシティ       |
| 1989年（平成元年）              |                          |
| 1月10日                         | 千葉県文化会館           |
| 1月12・13日                     | 静岡市民文化会館         |
| 1月21・23・24日                 | 北海道厚生年金会館       |
| 1月27・28日                     | 倉敷市民会館             |
| 1月30・31日                     | 北九州厚生年金会館       |
| 2月3・4日                       | 郡山市民文化センター     |
| 2月6・7・9・10・13・14・15      | 仙台イズミティ21         |
| 2月18・19日                     | 青森市民文化会館         |
| 2月21日                         | 長野県民文化会館         |
| 2月23・26・27・28日             | 名古屋市民会館           |
| 3月2・3日                       | 大阪フェスティバルホール |
| 4月19・21・22・24・25・27・28日 | 日本武道館               |
| 5月1・2日                       | 長崎市公会堂             |
| 6月12・29日                     | 新潟県民会館             |
| 6月19日                         | 大阪フェスティバルホール |
| 7月16・17日                     | 鹿児島市民文化第一ホール |
| 7月20日                         | 沖縄市民会館             |
| 7月26・27日                     | 石川厚生年金会館         |
| 8月2・3・4・8日                 | 福岡サンパレス           |
| 8月8日                          | 大阪フェスティバルホール |
| 8月10・14・15日                 | 広島郵便貯金会館         |
| 8月11日                         | 愛媛県民文化会館         |
| 8月17・18日                     | 大阪厚生年金会館         |

## 曲目
|                     |                                | 曲目                |                                                                             | ツアー途中追加・変更後                           | 詳細                                               |
| 第 一 部            |                                |                     |                                                                             |                                                  |                                                    |
| ------------------- | ------------------------------ | ------------------- | --------------------------------------------------------------------------- | ------------------------------------------------ | -------------------------------------------------- |
| 第 一 部            | 1                              | Nervous             | 1                                                                           | Nervous                                          |                                                    |
| 第 一 部            | 2                              | Be Together         | 2                                                                           | Be Together                                      |                                                    |
| 第 一 部            | 3                              | Get Wild            |                                                                             |                                                  | Get Wild '89に変更・第三部で演奏 (1989年4月19日～) |
| 第 一 部            | 4                              | Seven Days War      | 3                                                                           | Seven Days War                                   |                                                    |
| 第 一 部            | 5                              | Winter Comes Around | 4                                                                           | Confession(DRESS VERSION)                        | 曲変更(1989年7月16日~8月18日)                      |
| 第 一 部            | 6                              | Still Love Her      | 5                                                                           | 8月の長い夜                                      | 曲変更(1989年7月16日~8月18日)                      |
| 第 一 部            | 7                              | Self Control        | 6                                                                           | Self Control                                     |                                                    |
| 第 二 部            |                                |                     |                                                                             |                                                  |                                                    |
| 8                   | A Day In The Girl's Life       | 7                   | A Day In The Girl's Life                                                    |                                                  |                                                    |
| 9                   | Carol's Theme I                | 8                   | Carol's Theme I                                                             |                                                  |                                                    |
| 10                  | Chase In Labyrinth             | 9                   | Chase In Labyrinth                                                          |                                                  |                                                    |
| 11                  | Gigantica                      | 10                  | Gigantica                                                                   |                                                  |                                                    |
| 12                  | Gia Corm Fillippo Dia          | 11                  | Gia Corm Fillippo Dia                                                       |                                                  |                                                    |
| 13                  | In The Forest                  | 12                  | In The Forest                                                               |                                                  |                                                    |
| 14                  | Carol's Theme II               | 13                  | Carol's Theme II                                                            |                                                  |                                                    |
| 15                  | Final Fighting                 | 14                  | Final Fighting                                                              |                                                  |                                                    |
| 16                  | Just One Victory               | 15                  | Just One Victory                                                            |                                                  |                                                    |
| 17                  | In The Forest(Piano version)   | 16                  | In The Forest(Piano version)                                                |                                                  |                                                    |
| 第 三 部            |                                |                     |                                                                             |                                                  |                                                    |
| 18                  | Beyond The Time                | 17                  | Give You A Beat                                                             | 曲変更(1989年7月16日～8月18日)                   |                                                    |
| 19                  | Kiss You                       | 18                  | Kiss You                                                                    |                                                  |                                                    |
| 20                  | Don’t Let Me Cry               | 19                  | Don’t Let Me Cry                                                            |                                                  |                                                    |
| 21                  | Come on Let’s Dance            | 20                  | Come on Let’s Dance                                                         |                                                  |                                                    |
|                     |                                | 21                  | Lo Spettacolo Co Mincia Alle 20' E Bellissimo (Dive Into Your Bodyの原型曲) | 曲追加(1989年2月15日～3月3日)                    |                                                    |
| Dive Into Your Body | 曲追加(1989年7月16日～8月18日) | 21                  |                                                                             |                                                  |                                                    |
|                     |                                | 22                  | Get Wild'89                                                                 | Get Wildから変更後第三部で演奏 (1989年4月19日～) |                                                    |
| 22                  | Come on Eveybody               | 23                  | Come on Eveybody                                                            |                                                  |                                                    |
| 23                  | Just One Victory               | 24                  | Just One Victory                                                            |                                                  |                                                    |